# Ешланд (Охајо)
Ешланд (енгл. Ashland) град је у америчкој савезној држави Охајо.

## Демографија
По попису из 2010. године број становника је 20.362, што је 887 (-4,2%) становника мање него 2000. године.
| Група             | 2000.          | 2010.          |
| Белци             | 20.374 (95,9%) | 19.335 (95,0%) |
| Афроамериканци    | 253 (1,2%)     | 279 (1,4%)     |
| Азијати           | 224 (1,1%)     | 206 (1,0%)     |
| Хиспаноамериканци | 181 (0,9%)     | 244 (1,2%)     |
| Укупно            | 21.249         | 20.362         |